# Pantan Nangka
Pantan Nangka is een bestuurslaag in het regentschap Aceh Tengah van de provincie Atjeh, Indonesië. Pantan Nangka telt 415 inwoners (volkstelling 2010).